# Одай Дабаг
Одай Ибрахим Мохамад Дабаг (на арабски: عدي إبراهيم محمد الدباغ‎)  (роден на 3 декември 1998 г.) в Йерусалим, Изпаер)  е палестински футболист нападател, състезател на белгийския Шарльороа и Националния отбор на Палестина. Участник в Купата на Азия 2023, автор на три гола (първите два срещу Хонгког при победата с 3:0 и гола в 1/8 финалите срещу Катар при загубата с 1:2.

### Успехи
Отборни
 Хилал Ал-Кудс 
- Премиер лига на Западния бряг
  - Шампион (3): 2016–17, 2017–18, 2018–19
- Купа на Палестина
  - Носител (1): 2017-18
- Купа на Западния бряг
  - Носител (1): 2017-18

 Ал-Кадисия (Кувейт) 
- Суперкупа на Кувейт
  - Носител (1): 2019

 Ал-Араби (Кувейт)
- Премиер лига на Кувейт
  - Шампион (1): 2020-21

 Палестина
- Купа на Бангабанду
  - Носител (1): 2018

Индивидуални
- Голмайстор на Ислямски арабски игри: 2017
- Голмайстор на Премиер лигата на Кувейт: 2020-21